# مرداس بن مالك الغنوي
مرداس بن مالك الغنوي صحابي ((وفد على النبيّ ، وأهدَى له فَرسًا، وأسلَم)) الطبقات الكبير.
((ذكره ابْنُ شَاهِينَ، وأورد من طريق المنذر بن محمد، عن الحسين بن محمد، عن أبيه عن حمزة بن عبد الله بن يزيد الغنوي، عن أبيه، عن مِرْداس بن مالك الغَنَوي ـــ أنه قدم على رسول الله صَلَّى الله عليه وسلم وافدًا، فمسح رسولُ الله صَلَّى الله عليه وسلم على وجهه؛ ودعا له بخير، وكتب له كتابًا وولاَّه صدَقَة قومه.))
((من ولده حمزة بن طارق بن عبد العزيز كان أعلم الناس بِغَنِيّ وبَاهِلَة، وقد لقيه هشام بن محمد بن السائب الكَلْبيّ.))